# Indexierung (Wirtschaft)
Indexierung, auch Indexbindung oder Indexkopplung, einer wirtschaftlichen, in Geldeinheiten bemessenen Größe ist das Binden der Größe an einen Preisindex, so dass der Nominalwert der Größe mit dem Index zu- oder abnimmt. Indexierung dient dem Inflationsausgleich. Sie kann durch Indexklauseln in privaten Verträgen vereinbart werden, um das Inflationsrisiko vom Gläubiger auf den Schuldner zu verlagern. Der Staat kann Indexierung in Staatsanleihen, bei Sozialleistungen oder im Steuersystem nutzen. In Deutschland schränken rechtliche Rahmenbedingungen die Möglichkeiten zur Vereinbarung von Indexklauseln ein.

## Arten und Ausgestaltung
Indexierung lässt sich nach dem an einen Index gebundenen Objekt unterscheiden: Steuerindexierung, Lohnindexierung, Indexierung von Mieten, Anleihenindexierung und bei Krediten die Indexierung von Zins und Tilgung (siehe auch variabler Zins).
Es gibt eine Reihe an Möglichkeiten, Indexklauseln auszugestalten: Sie können unbegrenzt gelten oder zeitlich befristet sein. Die verwendeten Preisindexe können unterschiedliche Warenkörbe für die Indexberechnung heranziehen und Änderungen von Güterpreisen unterschiedliche schnell ausweisen. Neben einem vollständigen Inflationsausgleich (Vollindexieung) kann auch ein nur partieller Inflationsausgleich vorgesehen werden (Teilindexierung).
Erfolgt die Anpassung der Größe nachträglich, anhand der tatsächlich eingetretenen Inflationsrate, so spricht man von Ex-Post-Indexierung. Wird dagegen versucht, die Inflationsrate zu antizipieren und vorsorglich einen Inflationsausgleich zu vereinbaren, handelt es sich um Ex-Ante-Indexierung.

## Wirtschaftliche Vor- und Nachteile
Wirtschaftssubjekte berücksichtigen in ihren Entscheidungen in der Regel ihre Erwartungen über die künftige Preisentwicklung. Kommt es zu Abweichungen von der erwarteten Inflationsrate, kann dies volkswirtschaftlich nachteilige distributive und allokative Wirkungen haben: 
Es kann zu inflationsbedingter Umverteilung zwischen Bürgern, Unternehmen und Staat kommen; unerwartet hohe Inflationsraten führen zu Verlusten beim Gläubiger, unerwartet niedrige beim Schuldner. Wer dann von der Inflation profitiert, hängt von Informationsvorsprüngen über die zu erwartende Preisentwicklung, dem Gegenstand vertraglich vereinbarten Leistungen und von der Verhandlungsmacht der Wirtschaftssubjekte ab.
Zu Fehlallokation kann es beispielsweise kommen, wenn Wirtschaftssubjekte von zu hohen Inflationsraten ausgehen und in wertbeständige Güter wie z. B. Immobilien flüchten, was zu einem Überangebot dieser Güter führen kann. Bei Unsicherheit über die Preisentwicklung können zudem – als suboptimale Ersatzlösung – eher Verträge mit kurzer Laufzeit oder, beispielsweise bei Hypotheken, Zinsanpassungsklauseln vereinbart werden.
Stabilisierungspolitik zielt unter anderem auf Preisniveaustabilität bei hoher Beschäftigung (siehe Magisches Viereck). Bei hohen Inflationsraten können mittel- und langfristige Tarifverträge, die von einer anhaltend hohen Inflation ausgehen und entsprechend stark steigende Löhne vorsehen, die Politik vor ein Dilemma stellen: Gelingt es, die Inflation deutlich zu verringern, entstehen den Firmen unerwartet hohe Kosten, die zur Entlassungen und zu steigender Arbeitslosigkeit führen können und somit das stabilitätspolitische Beschäftigungsziel gefährden. Auch ein unerwarteter Anstieg der Inflationsraten kann die Stabilisierungspolitik vor Probleme stellen: Die sinkenden Reallöhne lassen die Unternehmensgewinne steigen, was zu einer unerwünschten Überkonjunktur und sozialen Problemen führen kann. Wenn die Tarifpartner die Lohnentwicklung langfristig an höhere Inflationsraten anpassen, kommt es zu dem oben genannten stabilitätspolitischen Dilemma.
Ex-Post-Indexierung beseitigt die Unsicherheiten über die Inflationsrate. Die Anpassung der Wirtschaft an veränderte Inflation erfolgt rascher, Geldwertillusion spielt eine geringere Rolle. Sie soll damit Allokation der annähern, die bei Geldwertstabilität gegeben wäre; soziale Schäden stabilitätspolitischer Maßnahmen sollen vermieden und so deren Durchsetzungschancen verbessert werden.
Andererseits wird Indexierung mit mehreren Nachteilen verbunden: Es wird befürchtet, dass Indexierung die Inflationsentwicklung fördert. Bei einem Angebotsschock würden Rohstoff- und Produktpreise steigen. An einen Preisindex gebundene Größen – beispielsweise Löhne – würde dann automatisch ebenfalls steigen, was wiederum zu steigenden Produktpreisen führen könnte. Dies könnte in eine Inflationsspirale münden. Ohne Indexierung, bei nominal fixierten Forderungen würden dagegen beispielsweise die Reallöhne sinken, so dass es hier keine zusätzliche preistreibende Wirkung gäbe.
Als weiterer Nachteil der Indexierung wird genannt, dass ihre breite Anwendung den Staat dazu verleiten könnte, eine Inflationsbekämpfung zu unterlassen. Außerdem verkompliziert sie durch die sich ändernden nominellen Preise die Rechnungslegung und Zahlungsabwicklung.

## Steuerindexierung
Grundsätzlich führt die Inflation bei an Geldwerten bemessenen Steuern (→ Wertsteuern) zu real steigenden Steuereinnahmen des Staates. Zwar bleiben bei proportionalen Steuern, wie etwa der Umsatzsteuer, die Steuereinnahmen real gleich. Aber zum einen gibt es in vielen Steuerarten Freibeträge und Bemessungsgrenzen, die an die Preissteigerung nicht oder nur verzögert angepasst werden. Beispielsweise sieht die deutsche Steuer auf Kapitalerträge feste Freibeträge vor (→ Sparer-Pauschbetrag). Ohne Anpassung dieser Freibeträge an die Geldentwertung nimmt die Steuerlast real zu. Zum anderen steigt generell bei progressiven Steuern die Steuerlastquote, bei den Einkommensteuern heißt dieser Effekt kalte Progression. Die kalte Progression im engeren Sinn ist die Steuermehrbelastung, die im Zeitablauf dann eintritt, wenn bei einem progressiven Einkommensteuertarif der Grundfreibetrag und die Tarifkennlinie nicht an die Preissteigerungsrate angepasst werden. Denn wenn die Löhne nominell genau in Höhe der Inflation steigen, sie also real gleich bleiben, gelangen die Steuerpflichtigen auf Tarifstufen mit überproportional höherem Steuersatz und müssen real mehr Steuern zahlen.
Insbesondere real sinkende Freibeträge der Einkommensteuer belasten niedrigere Einkommensgruppen relativ stark und gefährden das Leistungsfähigkeitsprinzip.
Überdies führt eine zeitliche Verzögerung zwischen dem Entstehen der Steuerschuld ihrer nominellen Höhe nach und ihrer Begleichung ein Inflationsgewinn für den Steuerschuldner. Bei Steuerarten, die sofort beglichen werden, etwa bei Lohnsteuern, gibt es diesen Effekt nicht.
Den gegenteiligen Effekt gibt es bei Mengensteuern, also Steuern, die nicht nach Geldwerten, sondern nach Mengeneinheiten bemessen werden. Ohne Indexierung nehmen die reale Höhe der Steuer und die realen Steuereinnahmen durch Inflation ab. Dies betrifft oft Verbrauchsteuern, beispielsweise Umweltsteuern. Wenn solche Steuern nicht nur mit dem Ziel erhoben werden, Staatseinnahmen zu generieren, sondern auch Entscheidungen der Steuersubjekte zu verändern (→ Lenkungssteuer), nimmt ihre Lenkungswirkung mit der Geldentwertung ab. Die Indexierung kann die Lenkungswirkung aufrechterhalten.
Bei steuerrechtlichen Abschreibungen dürfen nur die Nominalwerte abgeschrieben werden, es kommt zu Scheingewinnen.
Eine Indexierung der Steuern kann den oben genannten Effekten entgegenwirken. Die Anpassung kann von Fall zu Fall per Gesetz oder automatisch erfolgen. Jede Anpassung führt zu Aufwänden beim Staat und den Steuersubjekten. Um eine zu häufige Anpassung zu vermeiden, könnte sie nur bei Überschreitung bestimmter Mindestsätze erfolgen.

## Indexierung in Deutschland
In den Deutschland war die Indexierung von Verträgen bis 1999 durch das Währungsgesetz grundsätzlich verboten, Ausnahmen bedurften einer Genehmigung (Indexierungsverbot). Auch das 2007 in Kraft getretene Preisklauselgesetz beschränkt die Möglichkeiten, Indexklauseln in Verträgen zu vereinbaren (siehe Wertsicherungsklausel#Geschichte).
Im Steuerrecht gilt in Deutschland nach ständiger Rechtsprechung das Nominalwertprinzip.